# Théâtre du Soleil
Le Théâtre du Soleil est une compagnie de théâtre fondée en 1964 sous forme de société coopérative et participative (scop) par Ariane Mnouchkine, Philippe Léotard, Jean-Claude Penchenat, Roberto Moscoso, Françoise Tournafond ou encore Claude Forget.
Mnouchkine crée la troupe après avoir suivi les cours de Jacques Lecoq. C'est alors une jeune troupe cosmopolite qui, en 1970,  élit domicile dans le 12e arrondissement de Paris, dans des hangars désaffectés qui deviennent rapidement un nouveau lieu de théâtre : ce lieu est l'ancienne cartoucherie du bois de Vincennes ; « la Cartoucherie » s'impose alors naturellement comme nom de baptême et enseigne du lieu, où viennent ensuite rapidement s'installer d'autres compagnies.
Ainsi, le « théâtre du Soleil » désigne aussi l'une des salles de théâtre de la Cartoucherie, où est spécifiquement hébergée cette compagnie.

## Histoire de la troupe «Théâtre du Soleil»
Dès sa création en 1964, la troupe invente de nouveaux modes de fonctionnements et privilégie le travail collectif. Le but est, dès cette époque d'avant 1968, d'établir de nouveaux rapports avec le public et de se distinguer du « théâtre bourgeois » pour faire un théâtre populaire de qualité.
La troupe s'installe en 1970 dans les locaux désaffectés de l'ancienne cartoucherie du bois de Vincennes et devient rapidement, dès ces années 1970, une des troupes majeures du paysage théâtral, tant par le nombre d'artistes qu'elle abrite — plus de 70 personnes à l'année — que par son rayonnement international et son engagement à traiter sous un angle universel des grandes questions politiques et humaines. La troupe construit sa propre éthique, attachée à la notion de « troupe de théâtre » semblable à une tribu, une famille : chacun reçoit le même salaire. Plus original encore, la distribution définitive ne se décide qu'après que les comédiens se sont exercés à plusieurs rôles. La troupe présente souvent ses spectacles en tournée hors de France et accueille fréquemment à la Cartoucherie des spectacles de troupes internationales. Les décors sont conçus par le scénographe Guy-Claude François.
Le comédien Philippe Caubère, après son départ de la troupe, en a popularisé le fonctionnement grâce à ses spectacles. Il a mis en scène les difficultés relationnelles et les mœurs de celle-ci en lui consacrant de nombreuses pièces en solo à partir de ses souvenirs et de ses notes, rencontrant ainsi un certain succès. Ariane Mnouchkine est sans doute la première directrice d'un théâtre public à ouvrir en personne les portes de la salle au public, à déchirer les contremarques, à permettre au public d'assister au maquillage et à lui offrir à manger (des soupes réputées)[réf. nécessaire].
Les spectacles du Soleil ont toujours été des spectacles engagés d'une manière ou d'une autre, avec une parole critique sur l'époque, cherchant à avoir une vraie fonction sociale. Ils sont porteurs d'une dimension humaniste et politique au sens premier du terme. En 1995, Ariane Mnouchkine fait une grève de la faim, contre les massacres en Bosnie-Herzégovine[réf. nécessaire]. Elle prend la tête d'un collectif d'artistes en faveur des Africains sans papiers en 1996, abrités quelque temps dans les locaux de la Cartoucherie même.
En 2011, pour ne pas plier devant les contraintes de temps, et donc d'argent, qu’il affronte lors du tournage du film tiré des Naufragés du Fol Espoir, le Théâtre du Soleil lance le concept de DVD-mécène, une souscription auprès de son public.
En 2025, la comédienne Agathe Pujol, entendue en audition publique par la commission de l’Assemblée nationale sur les violences dans les secteurs artistiques, déclare avoir fait l'objet d'une tentative de viol par un comédien de la troupe, et ce devant témoins, en 2010, alors qu'elle était encore mineure. Dans les jours qui suivent cette audition, le Théâtre du Soleil décide d'engager une enquête interne.

## Musiques
La musique fait partie intégrante des spectacles et rythme le jeu des acteurs. De 1979 à 2023, c’est Jean-Jacques Lemêtre qui compose et interprète, en direct et sur scène, les partitions musicales de tous les spectacles de la compagnie.

## Spectacles et films du Théâtre du Soleil
- 1961 : Gengis Khan de Henry Bauchau, mise en scène Ariane Mnouchkine, arènes de Lutèce
- 1965 : Les Petits Bourgeois  de Maxime Gorki, mise en scène Ariane Mnouchkine, maison des jeunes et de la culture de la porte de Montreuil, théâtre Mouffetard
- 1966 : Le Capitaine Fracasse de Théophile Gautier, adaptation Philippe Léotard, mise en scène Ariane Mnouchkine, théâtre Récamier
- 1967 : La Cuisine d'Arnold Wesker, adaptation Philippe Léotard, mise en scène Ariane Mnouchkine, cirque de Montmartre
- 1968 : Le Songe d'une nuit d'été de William Shakespeare, adaptation Philippe Léotard, mise en scène Ariane Mnouchkine, cirque de Montmartre
- 1968 : L'Arbre sorcier, Jérôme et la tortue de Catherine Dasté, mise en scène Catherine Dasté, cirque de Montmartre
- 1969 : Les Clowns, création collective du Théâtre du Soleil, mise en scène Ariane Mnouchkine, théâtre de la Commune, Festival d'Avignon, Piccolo Teatro di Milano
- 1970 : 1789, création collective du Théâtre du Soleil, mise en scène Ariane Mnouchkine, la Cartoucherie
- 1972 : 1793, création collective du Théâtre du Soleil, mise en scène Ariane Mnouchkine, la Cartoucherie
- 1974 : 1789 (documentaire) d'Ariane Mnouchkine
- 1975 : L'Âge d'or, création collective du Théâtre du Soleil, mise en scène Ariane Mnouchkine, la Cartoucherie
- 1977 : Dom Juan de Molière, mise en scène Philippe Caubère, la Cartoucherie
- 1978 : Molière (film) d'Ariane Mnouchkine
- 1979 : Mephisto ou Le Roman d'une carrière de Klaus Mann, mise en scène Ariane Mnouchkine, décors d'Osvaldo Rodríguez, la Cartoucherie, Festival d'Avignon
- 1981 : Richard II de William Shakespeare, mise en scène Ariane Mnouchkine, la Cartoucherie, Festival d’Avignon 1982 et 1984
- 1982 : La Nuit des rois de William Shakespeare, mise en scène Ariane Mnouchkine, la Cartoucherie, Festival d’Avignon 1984
- 1984 : Henri IV de William Shakespeare, mise en scène Ariane Mnouchkine, la Cartoucherie, Festival d'Avignon
- 1985 : L'Histoire terrible mais inachevée de Norodom Sihanouk, roi du Cambodge d'Hélène Cixous, mise en scène Ariane Mnouchkine, la Cartoucherie
- 1987 : L'Indiade ou l'Inde de leurs rêves d'Hélène Cixous, mise en scène Ariane Mnouchkine, la Cartoucherie
- 1989 : La Nuit miraculeuse (téléfilm) d'Ariane Mnouchkine
- 1990 : Les Atrides : Iphigénie à Aulis d'Euripide, mise en scène Ariane Mnouchkine, la Cartoucherie
- 1990 : Les Atrides : Agamemnon d'Eschyle, mise en scène Ariane Mnouchkine, la Cartoucherie
- 1991 : Les Atrides : Les Choéphores d'Eschyle, mise en scène Ariane Mnouchkine, la Cartoucherie
- 1992 : Les Atrides : Les Euménides d'Eschyle, mise en scène Ariane Mnouchkine, la Cartoucherie
- 1993 : L’Inde de père en fils, de mère en fille mise en scène Rajeev Sethi, sur une idée d’Ariane Mnouchkine, la Cartoucherie
- 1994 : La Ville parjure ou le Réveil des Erinyes d'Hélène Cixous, mise en scène Ariane Mnouchkine, la Cartoucherie, Festival d’Avignon 1995
- 1995 : Le Tartuffe de Molière, Festival d’Avignon, mise en scène Ariane Mnouchkine, la Cartoucherie
- 1995 : Au soleil même la nuit d'Éric Darmon et Catherine Vilpoux
- 1997 : Et soudain, des nuits d'éveil d'Hélène Cixous, mise en scène Ariane Mnouchkine, la Cartoucherie
- 1998 : Tout est bien qui finit bien de William Shakespeare, mise en scène Irina Brook, la Cartoucherie
- 1999 : Tambours sur la digue d'Hélène Cixous, mise en scène Ariane Mnouchkine, la Cartoucherie
- 2003 : Le Dernier Caravansérail création collective, mise en scène Ariane Mnouchkine, la Cartoucherie
- 2006 : Le Dernier Caravansérail (téléfilm) d'Ariane Mnouchkine
- 2006 : Les Éphémères[7] création collective, la Cartoucherie, mise en scène Ariane Mnouchkine, Festival d’Avignon 2007
- 2009 : Ariane Mnouchkine : l'Aventure du Théâtre du Soleil, documentaire de Catherine Vilpoux, Arte éditions, 75 min
- 2010 : Les Naufragés du Fol Espoir, texte écrit en partie par Hélène Cixous et inspiré de Jules Verne, mise en scène Ariane Mnouchkine, la Cartoucherie
- 2014 : Macbeth de William Shakespeare, traduction et mise en scène Ariane Mnouchkine
- 2016 : Une chambre en Inde, création collective, la Cartoucherie, mise en scène Ariane Mnouchkine
- 2018 : Kanata, création collective mise en scène Robert Lepage
- 2021 : L'Île d'or, création collective, la Cartoucherie, mise en scène Ariane Mnouchkine
- 2024 : Notre vie dans l'art, écrit et mit en scène par Richard Nelson, traduction Ariane Mnouchkine
- 2024 : Ici sont les Dragons - Première époque 1917 : La victoire était entre nos mains, création collective en harmonie avec Hélène Cixous, dirigée par Ariane Mnouchkine.

## «Enfants du Soleil»
Le Théâtre du Soleil s'est de longue date distingué par sa haute exigence artistique, requérant de ses interprètes un grand dévouement allié à un profond sens du collectif, les comédiens et comédiennes du Soleil n’étant pour la plupart guère connus du grand public.
Dans la grande famille d'artistes issus de ce théâtre, certains « Enfants du Soleil », en référence à l'un des spectacles de Philippe Caubère, se sont néanmoins fait un nom, parmi lesquels on peut citer :
- Pierre Garin (1925-1986), comédien en 1961 (1 création) ;
- Jean-Claude Penchenat (né en 1937), cofondateur en 1964, comédien de 1964 à 1975 (5 créations et 2 films)[b] ;
- Philippe Léotard (1940-2001), cofondateur en 1964, comédien de 1961 à 1968 (3 créations) ;
- François Joxe (1940-2020), comédien de 1965 à 1969 (5 créations)[c] ;
- Gérard Hardy, cofondateur en 1964, comédien de 1961 à 1972 (7 créations) ;
- Louba Guertchikoff (1919-1999), comédienne de 1964 à 1979 (4 créations et 2 films) ;
- Anne Demeyer, comédienne, costumière et musicienne de 1964 à 1982 (7 créations et 1 film) ;
- Mario González (né en 1943), comédien de 1967 à 1976 (4 créations et 2 films) ;
- Philippe Caubère (né en 1950), comédien de 1970 à 1977 (2 créations et 2 films) ;
- Georges Bigot (né en 1955), comédien de 1981 à 1992 (8 créations) ;
- Zinedine Soualem (né en 1957), comédien de 1985 à 1991 (5 créations) ;
- Simon Abkarian (né en 1962), comédien de 1985 à 1992 (6 créations) ;
- Christophe Rauck (né en 1963), comédien de 1991 à 1992 (1 création)[d] ;
- Serge Nicolaï (né en 1967), comédien de 1997 à 2014 (6 créations et 3 films) ;
- Olivia Corsini (née en 1979), comédienne de 2003 à 2013 (5 créations et 3 films).

## Citations
« Je ne sais pas si c'est né d'une idée, mais plutôt d'une nécessité. Au début, les gens venaient de loin, ils marchaient dans la boue, il était important de leur permettre de s'alimenter. Et avec de bonnes nourritures, nous voulions rendre les gens heureux. 1789 exigeait un champ de foire. Nous avons demandé un terrain de la taille d'une aire de basket, car nous savions qu'il y avait des terrains de basket partout ! C'est donc le projet qui a donné cette configuration à la pièce ; c'est aussi la pièce qui exigeait des comédiens-spectateurs. Pour les mêmes raisons, c'est parce qu'il n'y avait pas de loges à la Cartoucherie que les acteurs se maquillaient en public. Nous avons gardé l'idée. Mais je crois que notre public est d'abord celui du Théâtre du Soleil. »

— Ariane Mnouchkine

« Mes engagements ont toujours été idéalistes. »
« Le théâtre est fait pour raconter des histoires vraies. Même imaginaires mais vraies. »
« Quand un spectacle raconte une histoire vraie et importante ce n'est pas seulement un témoignage c’est aussi une participation à l’Histoire. »

— Ariane Mnouchkine